# عبد العظيم وزير
عبد العظيم مرسي وزير عبد الله وشهرته الدكتور عبد العظيم وزير هو محافظ القاهرة الأسبق في مصر، وكان محافظاً لمحافظة دمياط، هو أستاذ القانون الجنائي وعميد كلية الحقوق (جامعة المنصورة) الأسبق.

## مولده، دراسته والتدرج الأكاديمي
وُلد عبد العظيم وزير في 26 يونيو 1945 بمحافظة بني سويف. حصل على شهادة الحقوق عام 1966 من كلية الحقوق جامعة عين شمس. ثم دبلوم الدراسات العليا في القانون العام في 1967 من كلية الحقوق جامعة القاهرة ليتبعها بدبلوم الدراسات العليا في العلوم الجنائية عام 1968 من نفس الجامعة ثم أكمل متطلبات الدكتوراة في القانون الجنائي عام 1979 من جامعة المنصورة.

## عضوياته الدولية المنتخبة[7]
- انتخب عضو مجلس إدارة المعهد الدولي العالي للعلوم الجنائية (I.S.I.S.C) بصقلية في إيطاليا ديسمبر 1992 لمدة أربع سنوات، والمعهد تابع للجمعية الدولية لقانون العقوبات وقد أعيد انتخابه في ديسمبر 1996 مرة ثانية لمدة أربع سنوات أخرى انتهت عام 2000، ومرة ثالثة لمدة أربع سنوات انتهت عام 2004.
- عضو سابق في مجلس تحرير المجلة الدولية لقانون العقوبات (R.I.D.P) وقد أنتخب لهذا المنصب في ريو دي جانيرو بالبرازيل في سبتمبر 1994.
- عضو سابق اللجنة العلمية للجمعية الدولية لقانون العقوبات وقد انتخب لعضوية هذه اللجنة في سبتمبر 1994 بريو دي جانيرو.
- عضو سابق في المجلس الأستشارى الدولي لمنع الجريمة (I.S.P.A.C.) المنشأ بقرار الأمم المتحدة اعتباراً من سبتمبر 1991 ومقره مدينة ميلانو في إيطاليا. وقد انتخب في أكتوبر 1996 عضواً بهيئة مكتب المجلس لمدة عامين.
- انتخب أميناً عاماً مساعداً في الجمعية الدولية لقانون العقوبات (بالانجليزية: International Association of Penal Law) (للمنطقة العربية والأفريقية) في أكتوبر 1989 بفيينا (النمسا) لمدة خمس سنوات وقد أعيد انتخابه لهذا المنصب في سبتمبر 1994 في ريو دى جانيرو (البرازيل) لمدة خمس سنوات أخرى انتهت في 1999.
- اختير عضواَ بالمجلس الاستشارى للمركز الدولي للعدالة الجنائية والرقابة على الأسلحة في جامعة دي بول الواقعة في شيكاغو.
- انتُخب خلال انتخابات تجديد عضوية مجلس الإدارة الجمعية الدولية لقانون العقوبات خلال المؤتمر الدولي السادس عشر الذي عقد في بودابست في لفترة (1999- 2004) سكرتيراً عاماً مساعداً للجمعية للمنطقة العربية والشرق الأوسط، كذا عضو اللجنة العلمية للجمعية والتي تتألف من خمس أساتذة (مصر- فرنسا - الولايات المتحدة - ألمانيا - الأرجنتين)، وعضو مجلس تحرير المجلة الدولية لقانون العقوبات.

## المؤلفات[8]
من مؤلفاته :
- دور القضاء في تنفيذ الجزاءات الجنائية - دراسة مقارنة، عام 1978 (785 صفحة)
- القسم الخاص في قانون العقوبات - جرائم الأموال (السرقة والنصب وخيانة الأمانة، عام 1983 (596 صفحة).
- الشروط المفترضة في الجريمة - دراسة تحليلية تأصيلية، عام 1983 (363 صفحة) نال هذا المؤلف جائزة الدولة التشجيعية في القانون الجنائي لعام 1983
- شرح قانون العقوبات القسم العام - الجزء الأول : النظرية العامة للجريمة (650 صفحة).
- شرح قانون العقوبات - القسم الخاص - جرائم الاعتداء على المصلحة العامة
- الجوانب الإجرائية لجرائم الموظفين والقائمين بأعباء السلطة العامة في القانون المصري والفرنسي، عام 1987 (352 صفحة).
- افتراض الخطأ كأساس للمسئولية الجنائية - دراسة مقارنة في النظامين اللاتيني والأنجلو أمريكي، عام 1987 (523 صفحة).
- علم الإجرام وعلم العقاب - الجزء الأول : علم الإجرام، عام 1992 (320 صفحة).
- شرح قانون العقوبات - القـسم الخـاص - جـرائم الاعتداء علـى الأمـوال، عام 1993 (640 صفحة).

## وفاته
توفي عبد العظيم وزير في صباح يوم السبت 9 مايو 2015 خلال رحلة علاج في فرنسا.